# 13582 Tominari
13582 Tominari (tên chỉ định: 1993 TN2) là một tiểu hành tinh vành đai chính. Nó được phát hiện bởi Kin Endate và Kazuro Watanabe ở Đài thiên văn Kitami ở Hokkaidō, Nhật Bản, ngày 15 tháng 10 năm 1993. Nó được đặt theo tên Ichiro Tominari, một nhà thiên văn học nghiệp dư.